# Renate Offergeld
Renate Maria Offergeld (* 25. Dezember 1950 in Bad Münstereifel) ist eine deutsche Kommunalpolitikerin. Sie war von 2014 bis 2020 Bürgermeisterin von Wachtberg (Nordrhein-Westfalen).

## Ausbildung und Beruflicher Werdegang
Renate Offergeld ging zur Schule in Bad Münstereifel und Euskirchen. Sie arbeitete nach der Schule in einem Unternehmen und später in einer Anwaltskanzlei.
Dann war Offergeld 13 Jahre Minister-Sekretärin für Egon Bahr, Marie Schlei und Hans Matthöfer in Bonn. Diese Tätigkeit veranlasste sie, dass sie Mitglied der SPD wurde. Nach der Elternzeit war Offergeld von 1988 bis 2013 als Bürovorsteherin in einer Anwaltskanzlei in Bad Münstereifel beschäftigt.

## Politische Karriere
Von 1999 bis 2014 war sie Ratsmitglied der Stadt Wachtberg, seit 2004 war sie dort stellvertretende Bürgermeisterin. Am 25. April 2014 wurde mit Renate Offergeld zum ersten Mal eine Frau und zum ersten Mal ein SPD-Mitglied zur Bürgermeisterin gewählt. Offergeld ist Nachfolgerin von Theo Hüffel (CDU) und setzte sich bei der Stichwahl mit 56,1 zu 43,9 Prozent deutlich gegen ihren Mitbewerber Hartmut Beckschäfer (CDU) durch.
Themen ihrer kommunalen Tätigkeit sind Senioren, Neubürger, Jugend, Vereine/Brauchtum, Infrastruktur/Einzelhandel/Verkehr, Entwicklung Gewerbegebiet.
Offergeld ließ sich 2020 erneut zur Bürgermeisterwahl aufstellen. Im ersten Wahlgang am 13. September erhielt sie 30,2 % der Stimmen und zog in die Stichwahl gegen Jörg Schmidt (CDU) ein. Diese gewann Schmidt am 27. September mit 62,01 %, sodass Offergeld am 31. Oktober aus dem Amt ausschied.

## Soziales Engagement und Privates
1997 gründete Offergeld den Verein zur Förderung der Jugendarbeit in Villip e.V. Dem Verein ist es gelungen, ein Jugendhaus zu bauen, das 2006 eingeweiht wurde. Offergeld ist außerdem Mitglied in zahlreichen Fördervereinen.
Offergeld ist verheiratet und hat zwei erwachsene Kinder und Enkel.